# Primula polyneura
Primula polyneura är en viveväxtart som beskrevs av Adrien René Franchet. Primula polyneura ingår i släktet vivor, och familjen viveväxter. Inga underarter finns listade i Catalogue of Life.